# Geneta pardina
La geneta pardina (Genetta pardina) és un mamífer carnívor relacionat amb els linsangs i les civetes. És present en un ampli ventall d'hàbitats a Burkina Faso, Costa d'Ivori, Gàmbia, Ghana, Guinea, Libèria, Mali, el Níger, el Senegal i Sierra Leone.